# Visanusak Kaewruang
Visanusak Kaewruang (thailändisch วิศณุศักดิ์ แก้วเรือง, * 16. März 1984 in Nakhon Si Thammarat) ist ein thailändischer Fußballspieler.

## Karriere
Visanusak Kaewruang stand von 2009 bis Mitte 2010 bei Buriram United unter Vertrag. Der Verein aus Buriram spielte in der ersten Liga des Landes, der Thai Premier League. Die Rückserie stand er beim Buriram FC im Tor. Mit dem Verein spielte er in der dritten Liga, der damaligen Regional League Division 2. Hier trat man in der North/Eastern Region an. Am Ende der Saison wurde er mit dem Klub Vizemeister und stieg in die zweite Liga auf. Nach dem Aufstieg wechselte er zum Erstligisten Muangthong United. Ligakonkurrent TOT SC aus Bangkok lieh ihn von 2011 bis Mitte 2012 aus. 
Anschließend spielte er ebenfalls auf Leihbasis beim Zweitligisten Suphanburi FC. Ende 2012 wurde er mit dem Klub aus Suphanburi Vizemeister der zweiten Liga und stieg in die erste Liga auf. Hier spielte er für Suphanburi die Hinserie. Mitte 2013 kehrte er nach der Ausleihe zu Muangthong zurück. 2013 und 2015 wurde er mit Muangthong Vizemeister. 2016 feierte er mit dem Verein die thailändische Meisterschaft. Im gleichen Jahr stand er mit Muangthong im Finale des Thai League Cup. Aufgrund des Todes von König Bhumibol Adulyadej wurde der Wettbewerb 2016 nach dem Halbfinale beendet und den beiden Halbfinalisten (Muangthong United und Buriram United) wurde der Titel zugesprochen. Die Saison 2017 stand er beim ebenfalls in der ersten Liga spielenden BEC Tero Sasana FC unter Vertrag. Für BEC stand er einmal im Tor. Die Hinserie 2018 verpflichtete ihn der Zweitligist Udon Thani FC aus Udon Thani. Die Rückserie 2018 stand er beim Erstligisten Navy FC in Sattahip unter Vertrag. Am Ende der Saison musste er mit der Navy den Weg in die Zweitklassigkeit antreten. Nach dem Abstieg verließ er Sattahip und ging nach Suphanburi, wo er sich dem Drittligisten Simork FC anschloss. Während der Saison wurde der Verein vom thailändischen Fußballverband gesperrt. Bangkok FC, ein Drittligist, verpflichtete ihn die Rückserie 2019. Anfang 2020 unterschrieb er einen Vertrag beim Zweitligisten Ayutthaya United FC in Ayutthaya. Nach zwei Zweitligaspielen wurde der Vertrag Mitte 2020 aufgelöst. Seit Mitte 2020 ist er vertrags- und vereinslos.

## Erfolge
Buriram FC
- Regional League Division 2 – North/East: 2010 (Vizemeister)  ▲

Suphanburi FC
- Thailändischer Zweitligavizemeister: 2012  ▲

Muangthong United
- Thailändischer Meister: 2016
- Thailändischer Vizemeister: 2013, 2015
- Thailändischer Ligapokalsieger: 2016